# Guía de los fundamentos para la dirección de proyectos
La Guía de los fundamentos para la dirección de proyectos (del inglés A Guide to the Project Management Body of Knowledge o PMBOK por sus siglas) es un libro en el que se presentan estándares, pautas y normas para la gestión de proyectos. La última versión es la 7ª, publicada en el 2021.

## Historia
La Guía PMBOK fue publicada inicialmente por el Instituto Nacional Estadounidense de Estándares en 1987. Ese documento estaba basado de un trabajo publicado en 1983 bajo el título "Reporte Final del Comité de Ética, Estándares y Acreditación". La segunda edición del PMBOK fue publicada en el 2000. En 2004, la "Guía PMBOK - 3.ª edición" fue publicada con cambios notables en diferencia a las ediciones anteriores. (pdf). La 4.ª edición fue publicada en 2009. En 2013, se publicó la 5.ª edición de la guía. El 6 de septiembre de 2017 se publicó la versión 6 de la guía del PMBOK. La última versión es la 7ª, publicada en el 2021.

## Propósito
La Guía PMBOK identifica el subconjunto de fundamentos de gestión de proyectos que es "generalmente reconocido" como una "buena práctica". Con "generalmente reconocido" se trata de referir a los conocimientos y prácticas aplicables a la mayoría de los proyectos, la mayor parte del tiempo; en la que hay un consenso sobre su utilidad e importancia; mientras que "buena práctica" implica que hay un acuerdo general para la aplicación de los conocimientos, habilidades, herramientas y técnicas que pueden aumentar las posibilidades de éxito a lo largo de muchos proyectos.
Sin embargo, esto no significa que las tendencias de gestión de proyectos estén especificadas o incluidas en la guía. (Por ejemplo, el parámetro de arrastre de camino crítico, una metodología aplicable para la gestión de un proyecto, no está definida en sí en la guía PMBOK).
La Guía PMBOK también es usada para la preparación de las certificaciones ofrecidas por el Project Management Institute (PMI).

## Contenido
La Guía PMBOK está basada en procesos, lo que significa que ésta describe el trabajo aplicado en los procesos en sí. Este enfoque es coherente, y muy similar, al mismo usado en otros estándares de gestión, por ejemplo ISO 9000 y CMMI. Los procesos se superponen e interactúan a lo largo de la realización de las fases del proyecto. Los procesos están descritos en términos de:
- Entradas (documentos, planes, diseños, etc.)
- Herramientas y técnicas (mecanismos aplicados a las entradas)
- Salidas (documentos, planes, diseños, etc.)

La versión 6.0 La guía del PMBOK describe 49 procesos de dirección de proyecto que clasifica en 10 áreas de conocimiento (Integración, Alcance, Tiempo, Costes, Calidad, Recursos, Comunicación, Riesgos, Adquisiciones e Interesados) y 5 grupos de procesos (Inicio, Planificación, Ejecución, Monitoreo y control y Cierre) según la clasificación siguiente:
|                    | Inicio (2)                                           | Planificación (24) | Ejecución (10)                                                                             | Monitoreo y Control (12)                                                                        | Cierre (1)                    |
| Integración (7)    | 4.1 Desarrollar el acta de constitución del proyecto | 4.2 Desarrollar el plan para la dirección del proyecto | 4.3 Dirigir y gestionar el trabajo del proyecto 4.4 Gestionar el conocimiento del proyecto | 4.5 Monitorear y controlar el trabajo del proyecto 4.6 Realizar el control integrado de cambios | 4.7 Cerrar el proyecto o fase |
| Alcance (6)        |                                                      | 5.1 Planificar la gestión de alcance 5.2 Recopilar requisitos 5.3 Definir alcance 5.4 Crear la EDT |                                                                                            | 5.5 Validar alcance 5.6 Controlar el alcance                                                    |                               |
| Cronograma (6)     |                                                      | 6.1 Planificar la gestión del cronograma 6.2 Definir las actividades 6.3 Secuenciar las actividades 6.4 Estimar la duración de las actividades 6.5 Desarrollar el cronograma                                     |                                                                                            | 6.6 Controlar el cronograma                                                                     |                               |
| Costos (4)         |                                                      | 7.1 Planificar la gestión de los costos 7.2 Estimar los costos 7.3 Determinar el presupuesto |                                                                                            | 7.4 Controlar los costos                                                                        |                               |
| Calidad (3)        |                                                      | 8.1 Planificar la gestión de la calidad | 8.2 Gestionar la Calidad                                                                   | 8.3 Controlar calidad                                                                           |                               |
| Recursos (6)       |                                                      | 9.1 Planificar la gestión de recursos 9.2 Estimar los recursos de las actividades | 9.3 Adquirir los recursos 9.4 Desarrollar el equipo 9.5 Dirigir al equipo                  | 9.6 Controlar los recursos                                                                      |                               |
| Comunicaciones (3) |                                                      | 10.1 Planificar la gestión de las comunicaciones | 10.2 Gestionar las comunicaciones                                                          | 10.3 Monitorear las comunicaciones                                                              |                               |
| Riesgos (6)        |                                                      | 11.1 Planificar la gestión de riesgos 11.2 Identificar los riesgos 11.3 Realizar el análisis cualitativo de riesgos 11.4 Realizar el análisis cuantitativo de riesgos 11.5 Planificar la respuesta a los riesgos | 11.6 Implementar la respuesta a los riesgos                                                | 11.7 Controlar los riesgos                                                                      |                               |
| Adquisiciones (4)  |                                                      | 12.1 Planificar la gestión de las adquisiciones | 12.2 Efectuar las adquisiciones                                                            | 12.3 Controlar las adquisiciones                                                                |                               |
| Interesados (4)    | 13.1 Identificar a los interesados                   | 13.2 Planificar el involucramiento de los interesados | 13.3 Gestionar la participación de los interesados                                         | 13.4 Monitorear el involucramiento de los interesados                                           |                               |

## Documentos adicionales
A pesar de que la Guía PMBOK ofrece directrices generales para la gestión de la mayoría de los proyectos la mayor parte del tiempo, existen 3 documentos que fungen como extensiones para la misma:
- "Software Extensions" (de la Guía PMBOK 6.ª Ed.): para proyectos de tecnologías de información.
- "Construction Extensions" (de la Guía PMBOK 6.ª Ed.): para proyectos de ingeniería de construcción.
- "Government Extensions" (de la Guía PMBOK 6.ª Ed.): para la gobernanza de proyectos.